# Ayensua uaipanensis
Genre
Espèce
Ayensua uaipanensis est une espèce de plantes à fleurs de la famille des Bromeliaceae, du genre monotypique Ayensua, endémique du Venezuela.

## Synonymes
- Barbacenia uaipanensis Maguire[2] ;
- Brocchinia uaipanensis (Maguire) Givnish[2] ;
- Vellozia uaipanensis (Maguire) L.B.Sm.[2].

## Distribution
L'espèce est endémique de l'État de Bolívar au Venezuela.